# 13025 Цюрих
13025 Цю́рих (13025 Zürich) — астероїд головного поясу, відкритий 28 січня 1989 року.
Тіссеранів параметр щодо Юпітера — 3,373.
Названо на честь Цюриха (нім. Zürich) — міста на північному сході Швейцарії, розташованого на березі Цюрихського озера.